# Рояка
Рояка (на английски: Swarm) е измислен персонаж, злодей на Марвел Комикс. Той е враг на Спайдърмен. Първата му поява е в комикса Champions бр.14, през юли 1977 година. Негови създатели са Бил Мантло и Джон Байърн.
Истинското му име е Фриц фон Майер – бивш учен и пчелар. Той открива много умен и безстрашен рояк пчели, които дължат интелекта си на падналия наблизо метеорен дъжд. Майер създава машина, с която да ги направи свои роби. Машината не проработва и пчелите го нападат. Абсорбират съзнанието му и така се създава тяло от стотици пчели, контролирани от човешки интелект. Рояка може да променя формата си и да лети във въздуха.

## В други медии

### Телевизия
Рояка прави поява в анимационния сериал „Спайдър-Мен и невероятните му приятели“ в епизода „Рояк“, излъчен за първи път на 10 октомври 1981 г.